# Cotona

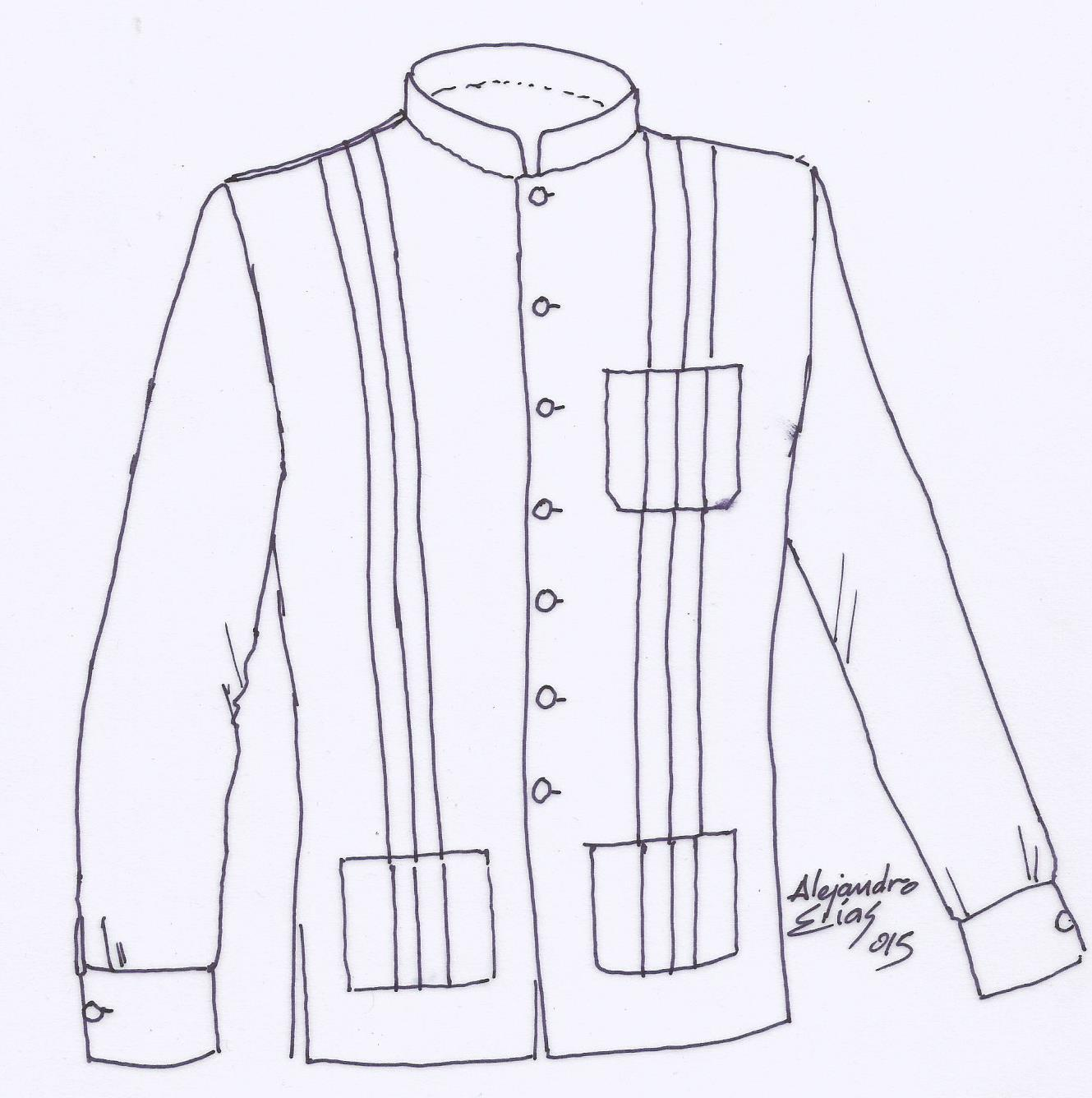
Cotona

La cotona o capa (en Valparaíso) es una prenda de vestir masculina que cubre el torso, fabricada en tejidos de algodón de tela gruesa que llega más abajo de la cintura y su característica principal es tener el cuello alto.
Tiene origen filipino, llegó a Ecuador a través de las ruta marítimas que tenía España y sus colonias entre ellas el puerto de Guayaquil. A mediados del siglo XIX las cotonas se comenzaron a popularizar en el agro ecuatoriano, desde el sur de Naranjal hasta la provincia de Los Ríos, y los territorios cercanos al Río Guayas.

## Diseño
Poseía tres bolsillos en su parte delantera, y se usaba con un cuello redondo cerrado, además de que llevaba dos bandas laterales. Era de color blanco principalmente, pero sus colores actualmente se han diversificado, y también, sus usos actuales son para motivos de actividades escolares y folklóricas.

### Cotona de guinga
Es una versión más fina y elegante que usaban los campesinos cuando viajaban a Guayaquil durante las fiestas de independencia y día de la raza. Era de tela de algodón fino y se acompañaba de accesorios como gemelos y cadenas de plata u oro.  

## Uso
Fue muy popular hasta los años 30 del siglo XX, se usaba en los campos y haciendas para proteger del sol, y su cuello cerrado para evitar la intrusión de bichos de aquellos sectores.